# Białobrzegi
Białobrzegi (czasem potocznie Białobrzegi Radomskie lub Białobrzegi nad Pilicą) – miasto w Polsce, w województwie mazowieckim, w powiecie białobrzeskim. Leży nad rzeką Pilicą.
Miasto jest siedzibą władz gminy miejsko-wiejskiej Białobrzegi oraz powiatu białobrzeskiego.
Białobrzegi znajdują się na terenie historycznego Zapilicza, regionu należącego do Mazowsza. Etnograficznie zalicza je się do ziemi radomskiej.
Lokację miejską uzyskały w 1540 roku, zdegradowane w 1869 roku, ponowne nadanie praw miejskich w 1958 roku. Białobrzegi położone były w drugiej połowie XVI wieku w powiecie wareckim ziemi czerskiej województwa mazowieckiego. Miasto prywatne Królestwa Kongresowego, położone było w 1827 roku w powiecie radomskim, obwodzie radomskim województwa sandomierskiego. W latach 1975–1998 miasto administracyjnie należało do woj. radomskiego, zaś przed 1975 r. do woj. kieleckiego.
Miasto położone jest na pograniczu Doliny Białobrzeskiej i Równiny Radomskiej, ok. 30 km na północny zachód od Radomia. Ośrodek turystyczno-wypoczynkowy; drobny przemysł.

## Demografia

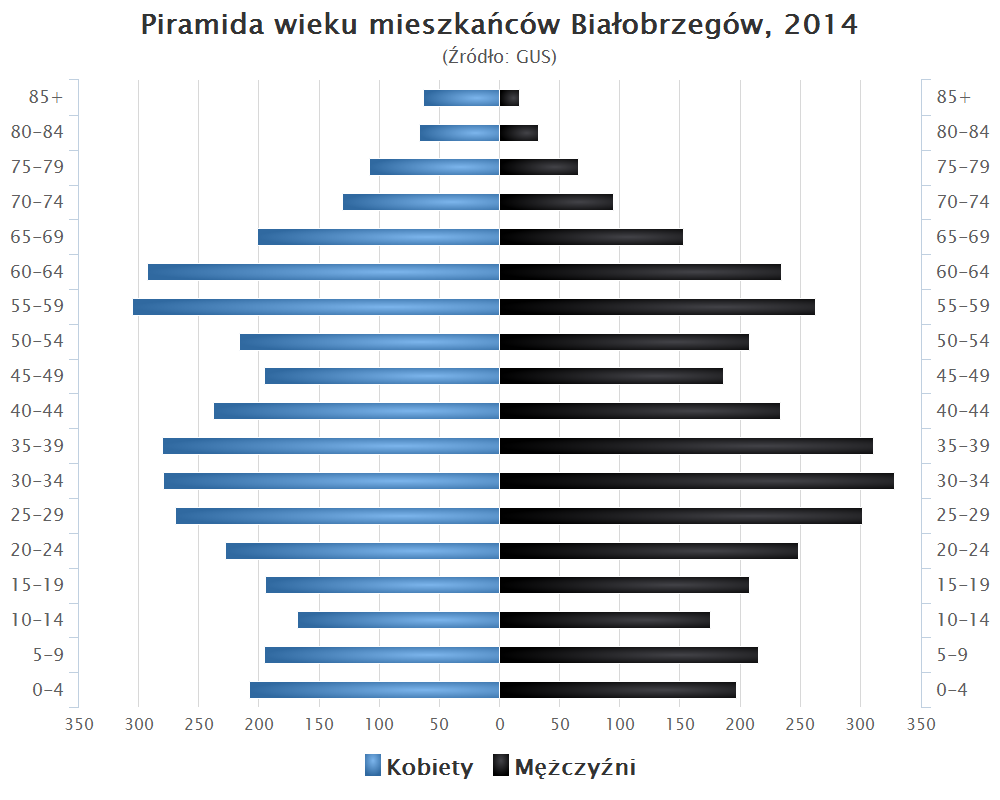
Piramida wieku mieszkańców Białobrzegów w 2014 roku

## Historia

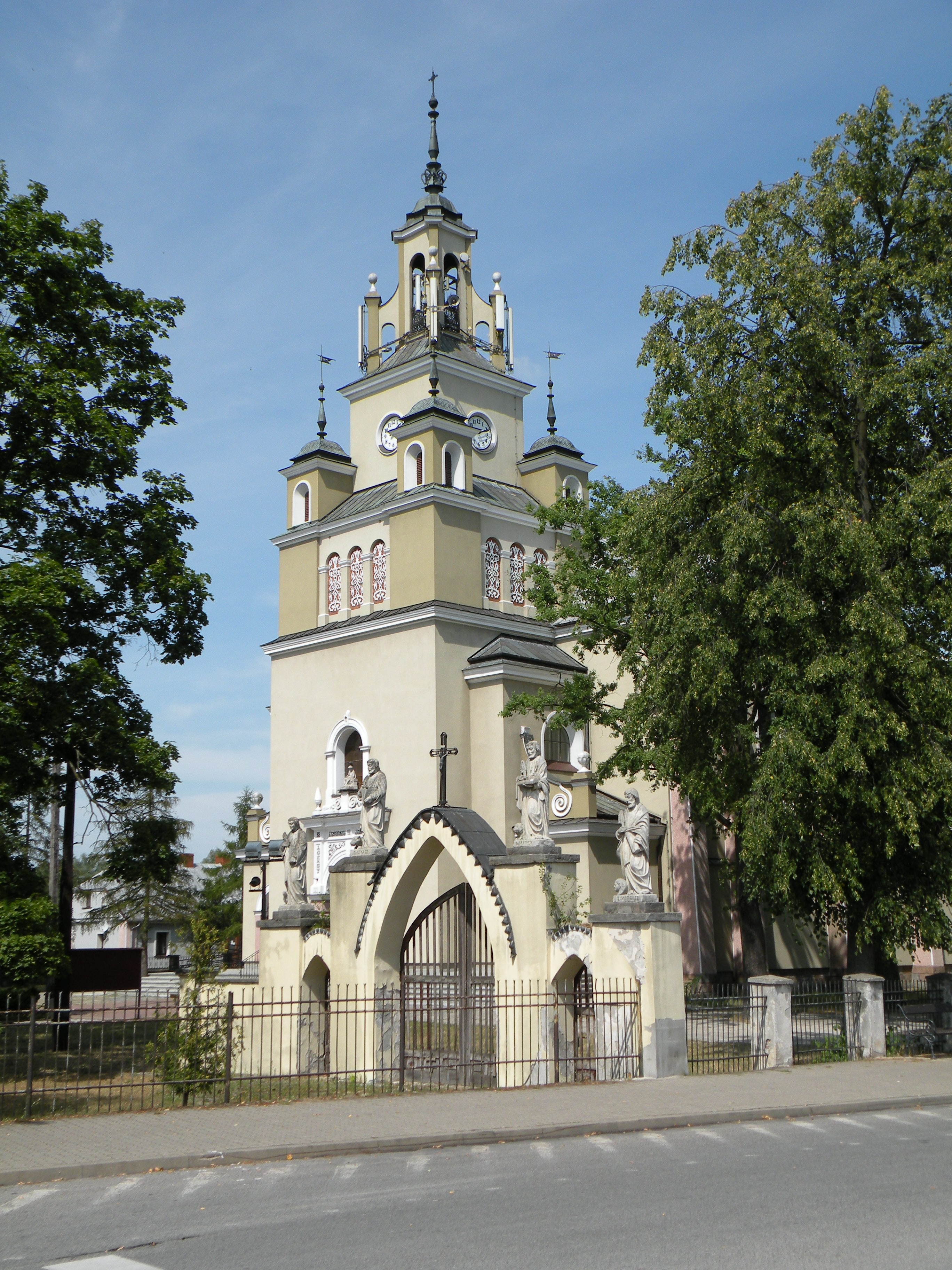
Kościół św. Trójcy

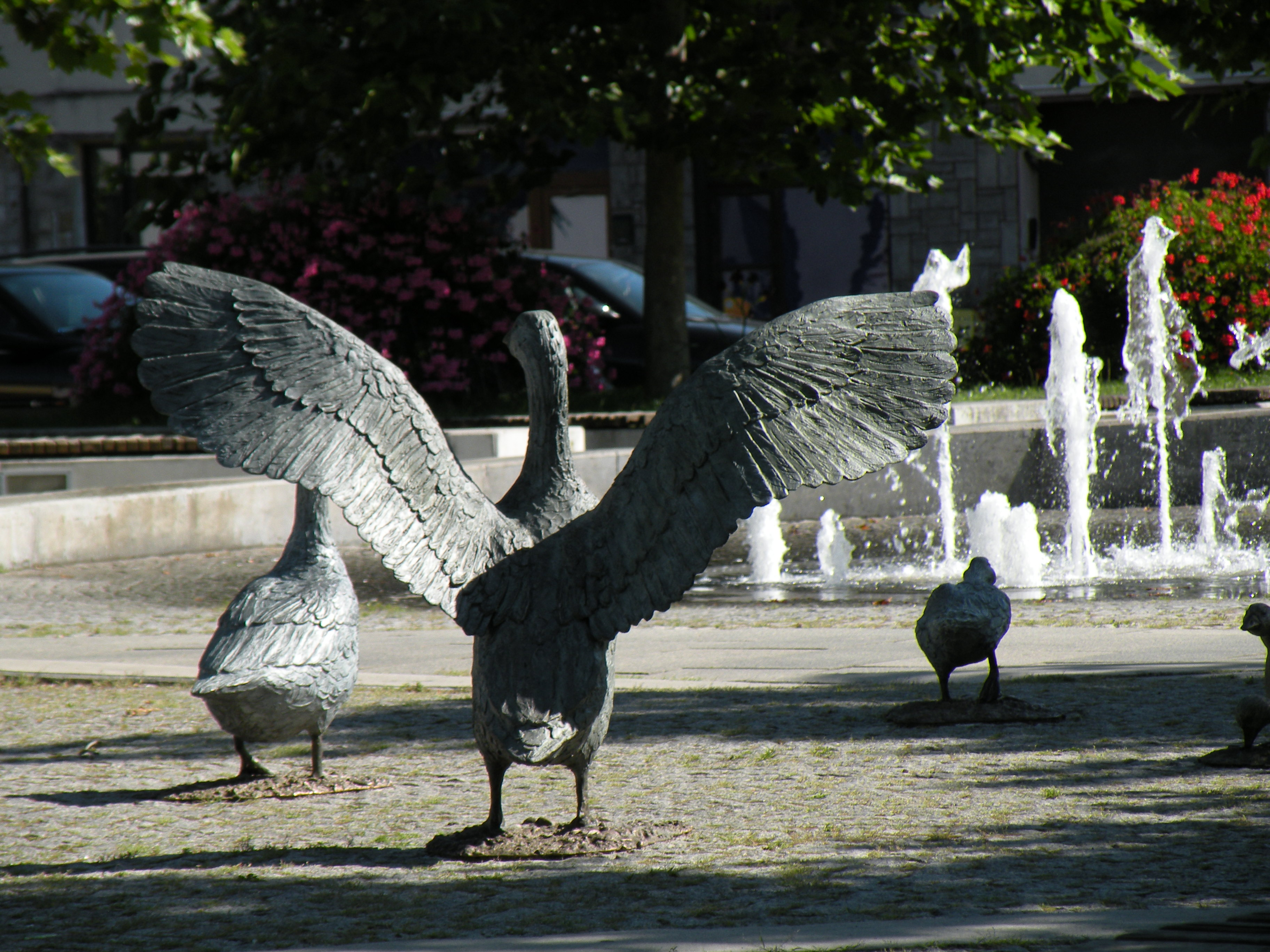
Stado białych gęsi na rynku, symbolizujące pochodzenie nazwy miasta.

W 1540 r. król Zygmunt I Stary nadał prawa miejskie miejscowości Brzegi. Zapilicze od XIV w. należało do Mazowsza, jako darowizna Kazimierza Wielkiego dla księcia Siemowita III, zaś lokowane na prawie magdeburskim miasto było własnością Anny Falęckiej, wdowy po Janie z Biejkowa herbu Jastrzębiec. Kolejnymi właścicielami Brzegów (od drugiej połowy XVII w. Białobrzegi) były rodziny: Boglewskich, Boskich, Stokowskich, Kuroszów i Wodzyńskich.
W ciągu pierwszych trzystu lat istnienia Białobrzegi były małym miasteczkiem, którego ludność zajmowała się głównie handlem oraz rolnictwem. W okresie powstania styczniowego w mieście i okolicy działało kilka oddziałów powstańczych, w tym m.in. płk. Dionizego Czachowskiego, Kononowicza, Grabowskiego. 1 stycznia 1870 r. Białobrzegi zostały osadą. W 1910 r. miejscowość zniszczył pożar, a już w cztery lata później zaczęła się I wojna światowa, podczas której dokonały się kolejne zniszczenia. Po wojnie nastąpił powolny rozwój osady.
Od początku XIX w. rozpoczął się wzrost liczby ludności miejscowości. Związane to było ściśle z budową i funkcjonowaniem traktu krakowskiego, zaprojektowanego przez inż. Teodora Urbańskiego i przebiegającego m.in. przez Białobrzegi.
W pierwszej połowie 1936 roku w mieście doszło do ekscesów o podłożu antysemickim.
Okres II wojny światowej już we wrześniu 1939 r. przyniósł Białobrzegom wywózki do obozów i rozstrzeliwania ludności cywilnej i wojskowej. W utworzonym w 1941 getcie Niemcy osadzili 4 tys. Żydów z Białobrzegów, Grójca, Nowego Miasta, Mogielnicy i Przytyka. Getto zostało zlikwidowane w październiku 1942, a jego mieszkańcy wywiezieni do obozu zagłady w Treblince.
16 stycznia 1945 roku do miasta wkroczyły wojska Armii Czerwonej, kończąc okres okupacji niemieckiej. Od 1956 do 1975 r. funkcjonował powiat białobrzeski. W 1958 roku stolica powiatu – Białobrzegi odzyskały prawa miejskie, wcześniej były wsią stanowiącą stolicę powiatu. 1 stycznia 1999 r. Białobrzegi stały się miastem powiatowym.

## Historia Żydów w Białobrzegach
Żydzi pojawili się w Białobrzegach w drugiej połowie XVIII wieku. W 1821 roku miejscowość zamieszkiwało 138 Żydów na 505 mieszkańców. W 1827 roku było ich 332, a w 1862 roku – 549 było wyznania mojżeszowego (58,9% mieszkańców). W 1861 roku utworzono miejscową gminę żydowską, wcześniej ludność żydowska należała do gminy wyznaniowej w Przytyku. Wybudowano wówczas drewnianą synagogę i powstał cmentarz.
25 sierpnia 1867 roku spłonęła synagoga, mieszcząca również cheder i mykwę. Społeczność zwróciła się do władz carskich o odszkodowanie i zgodę na budowę nowej bożnicy. Władze przekazały 500 rubli i zgodę na budowę nowej synagogi. 23 lutego 1878 roku kolejny pożar zniszczył mykwę i koszerną rzeźnię. Większość Żydów w Białobrzegach nie była zamożna. Tylko 14 z nich zaliczało się do pierwszej klasy podatników, 109 należało do klasy IV (najbiedniejszej) a 35 było zwolnionych z płacenia podatków.
W 1910 roku miasto nawiedził pożar. Spłonęło 100 żydowskich domów.
W 1919 roku Białobrzegi zamieszkiwało 3578 osób, z czego 2200 było Żydami (61,4%). Z roku na rok, wskutek migracji do większych ośrodków miejskich liczba Żydów w miejscowości stopniowo się zmniejszała. W 1921 roku zamieszkiwało tu 1418 Żydów.
Pierwszy oddział partii żydowskiej powstał dopiero w 1939 roku. Był to Ogólnożydowski Związek Robotniczy Bund w Polsce, skupił około 30 członków. Na czele oddziału stanęli Szlama Szwarckopf i Jorki Forman. Ten ostatni był przywódcą miejscowego Cukunftu, młodzieżówki partii. Dłużej działała w mieście działały nielegalne komórki partii komunistycznej. Przewodzili nimi Mendel Rajchama i Chaim Goldwaser. W mieście działał lokalny oddział Kultur-Ligi. Prowadził on bibliotekę, kółko dramatyczne oraz organizował odczyty i prelekcje naukowe.
Miejscowym rabinem przez cały okres dwudziestolecia wojennego był Szaja Rajewski.
W 1932 roku na 228 zakładów rzemieślniczych 101 należało do Żydów. Prawie wszystkie zakłady krawieckie były własnością żydowską. Na cośrodowym targu większość sprzedających należała do tej społeczności. Jednak większość Żydów z Białobrzegów należała do biedoty, trudniącej się drobnym rzemiosłem i handlem obnośnym.
Nusym Rozenberg i Abram Grunbaum w połowie lat 20. XX wieku uruchomili linię autobusową Radom – Białobrzegi – Warszawa.
Po wkroczeniu Niemców, Żydów zmuszono do prac przy odśnieżaniu dróg, budowy mostów oraz pracy w lokalnych majątkach i Zakładach Energetycznych Okręgu Radomsko-Kieleckiego pracujących na rzecz Niemców. W kwietniu bądź maju 1941 roku hitlerowcy zorganizowali w Białobrzegach otwarte getto. W styczniu 1942 roku getto zostało zamknięte, a za opuszczenie jego terenów groziła kara śmierci. Getto zostało zlikwidowane we wrześniu lub październiku 1942 roku. Po wyselekcjonowaniu około 100 młodych mężczyzn, resztę mieszkańców getta (około 3500) pognano pieszo w stronę Dobieszyna. Tych Żydów, którzy nie mogli iść lub opóźniali marsz Niemcy zabijali po drodze. Na stacji kolejowej w Dobieszynie Żydzi zostali załadowani do bydlęcych wagonów i wywiezieni do obozu w Treblince.
Około 200 Żydów, część wcześniej wyselekcjonowana i ci którzy pracowali w okolicy, po likwidacji getta została zmuszona do niewolniczej pracy na rzecz okupanta. W grudniu 1942 roku zostali przewiezieni do fabryki amunicji w Skarżysku-Kamiennej, by następnie trafić do obozów koncentracyjnych w Częstochowie i Auschwitz. Nielicznym udało się przeżyć i doczekać wyzwolenia w obozach pracy m.in. w Suchej, Pionkach.

## Sport

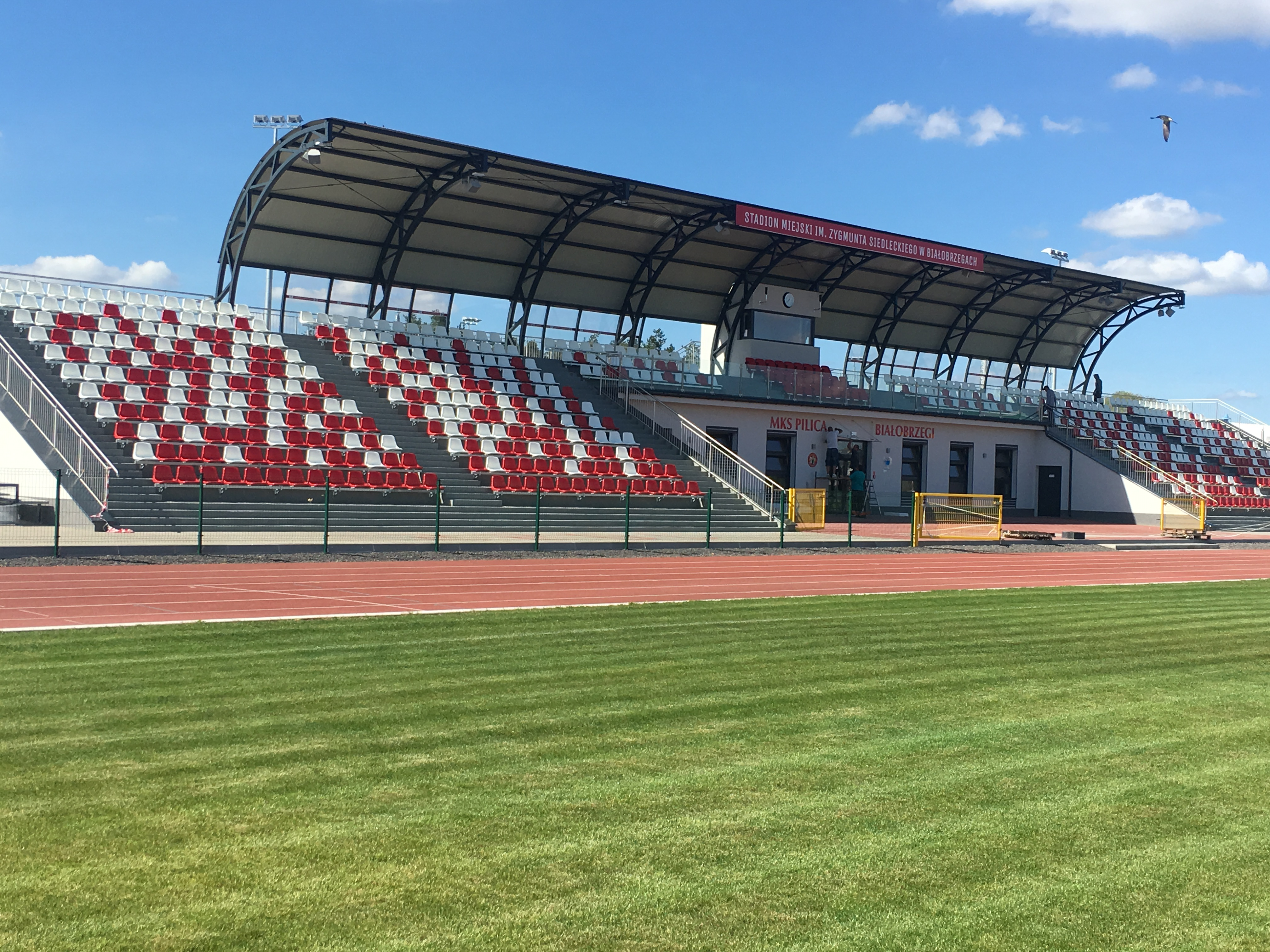
Stadion Miejski im. Zygmunta Siedleckiego w Białobrzegach

- Pilica Białobrzegi

## Zabytki
- kościół parafialny Świętej Trójcy z 1932–1957 według projektu Stefana Szyllera[14]
- rzeźba Matki Boskiej przy kościele z końca XIX wieku[14]
- brama kościelna i cmentarna z początku XX wieku[14]

## Transport

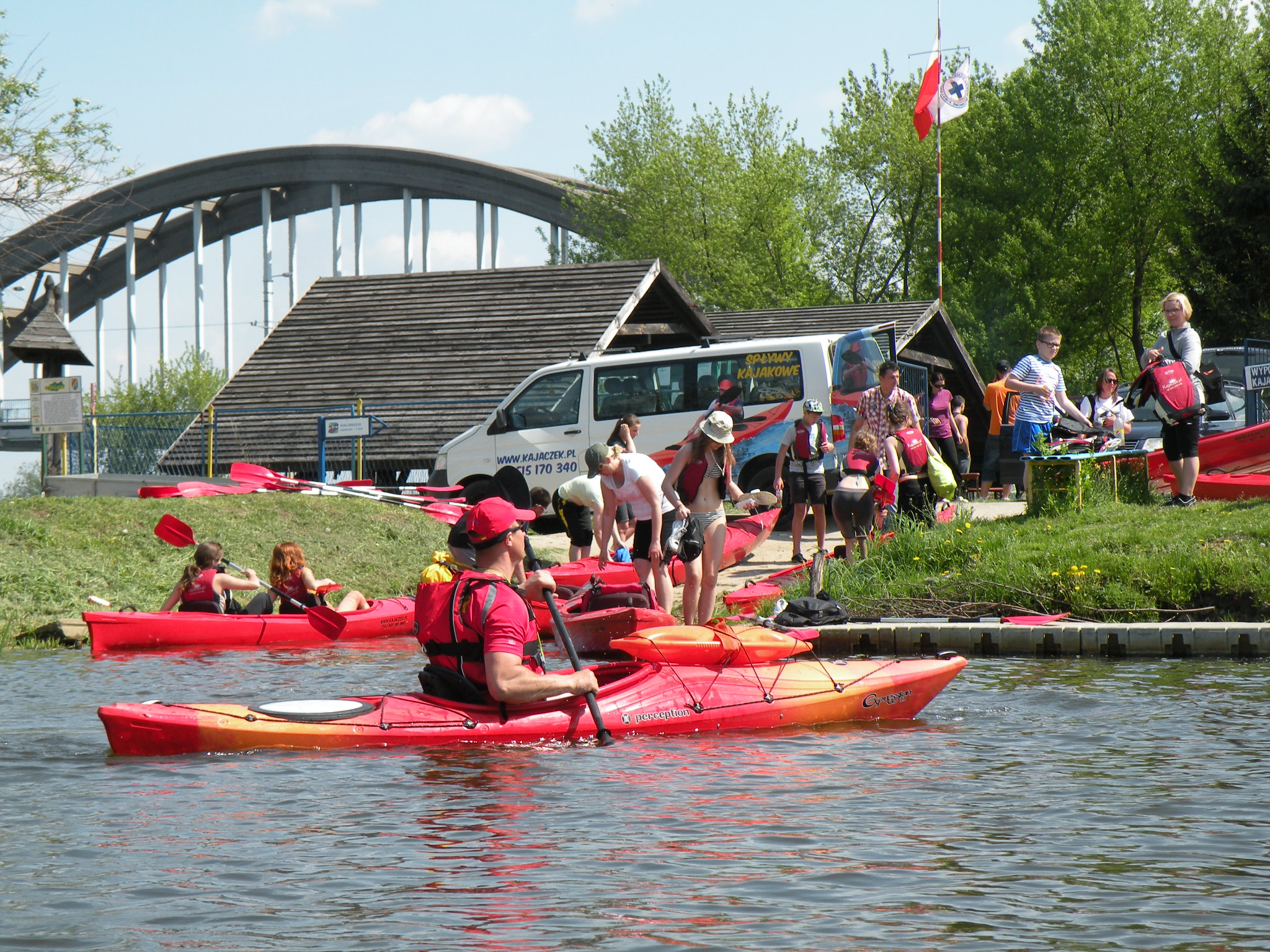
Kajaki na Pilicy w Białobrzegach

Węzeł drogowy. W mieście krzyżują się drogi krajowe:
- droga krajowa nr 7 / droga ekspresowa S7: Gdańsk – Warszawa – Białobrzegi (obwodnica miasta) – Radom – Skarżysko-Kamienna – Kielce – Kraków
- droga krajowa nr 48: Tomaszów Mazowiecki – Wyśmierzyce – Białobrzegi – Kozienice – Kock

## Wspólnoty wyznaniowe
- Kościół rzymskokatolicki:
  - parafia Świętej Trójcy (kościół Świętej Trójcy)[15], odbywają się tu także msze w języku ukraińskim[16].
- Świadkowie Jehowy:
  - zbór Białobrzegi, Sala Królestwa, ul. Żeromskiego 81[17]

## Burmistrzowie Białobrzegów

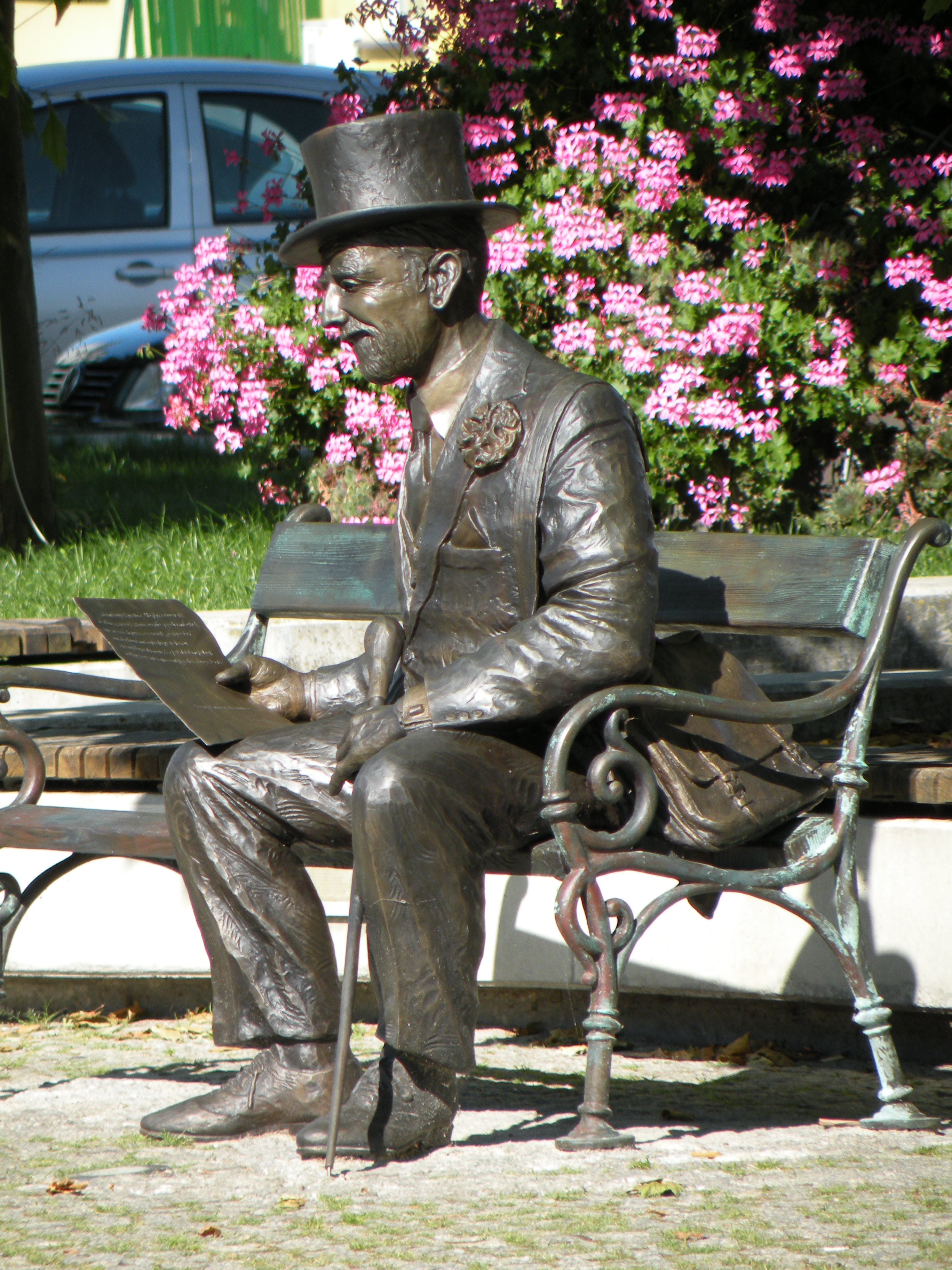
Ławeczka Jeremiego Przybory w Białobrzegach

- Kazimierz Łaski (1990–1991)
- Janusz Malik (1991–1994)
- Andrzej Matysiak (1994–1998)
- Andrzej Molak (1998–2006)
- Wiesław Banachowicz (2006–2014)
- Adam Bolek (od 2014)

## Miasta partnerskie
- Allennes-les-Marais (Francja)[potrzebny przypis]
- Rawa Ruska (Ukraina)[14]